# Toyama (thành phố)
Toyama (富山市 (Phú Sơn thị) Toyama-shi) là thành phố và thủ phủ thuộc tỉnh Toyama, Nhật Bản. Tính đến ngày 1 tháng 10 năm 2020, dân số ước tính thành phố là 413.938 người và mật độ dân số là 330 người/km2. Tổng diện tích thành phố là 1.242 km2.

## Lịch sử
Trong Chiến tranh thế giới thứ hai, thành phố Toyama từng có 173 đợt máy bay ném bom B-29 của không quân Hoa Kỳ trong hai ngày 1 và 2 tháng 8 năm 1945.

## Địa lý
Thành phố Toyama giáp với vịnh Toyama ở phía Bắc, phía Tây giáp đồng bằng Toyama, phía Đông Nam có rặng núi Tateyama thuộc dãy núi Hida hùng vĩ (còn gọi là Bắc Alps Nhật Bản).

### Khí hậu
Toyama có nhiều ngày mưa trong năm, kể cả vào mùa đông. Hiện tượng foehn hay xuất hiện vào mùa đông.
| Dữ liệu khí hậu của thành phố Toyama     | Dữ liệu khí hậu của thành phố Toyama | Dữ liệu khí hậu của thành phố Toyama | Dữ liệu khí hậu của thành phố Toyama | Dữ liệu khí hậu của thành phố Toyama | Dữ liệu khí hậu của thành phố Toyama | Dữ liệu khí hậu của thành phố Toyama | Dữ liệu khí hậu của thành phố Toyama | Dữ liệu khí hậu của thành phố Toyama | Dữ liệu khí hậu của thành phố Toyama | Dữ liệu khí hậu của thành phố Toyama | Dữ liệu khí hậu của thành phố Toyama | Dữ liệu khí hậu của thành phố Toyama | Dữ liệu khí hậu của thành phố Toyama |
| Tháng                                    | 1                                    | 2                                    | 3                                    | 4                                    | 5                                    | 6                                    | 7                                    | 8                                    | 9                                    | 10                                   | 11                                   | 12                                   | Năm                                  |
| ---------------------------------------- | ------------------------------------ | ------------------------------------ | ------------------------------------ | ------------------------------------ | ------------------------------------ | ------------------------------------ | ------------------------------------ | ------------------------------------ | ------------------------------------ | ------------------------------------ | ------------------------------------ | ------------------------------------ | ------------------------------------ |
| Cao kỉ lục °C (°F)                       | 20.9 (69.6)                          | 22.5 (72.5)                          | 25.7 (78.3)                          | 32.4 (90.3)                          | 33.3 (91.9)                          | 36.4 (97.5)                          | 38.8 (101.8)                         | 39.5 (103.1)                         | 38.3 (100.9)                         | 33.3 (91.9)                          | 29.2 (84.6)                          | 24.8 (76.6)                          | 39.5 (103.1)                         |
| Trung bình ngày tối đa °C (°F)           | 6.3 (43.3)                           | 7.4 (45.3)                           | 11.8 (53.2)                          | 17.6 (63.7)                          | 22.7 (72.9)                          | 25.7 (78.3)                          | 29.8 (85.6)                          | 31.4 (88.5)                          | 27.0 (80.6)                          | 21.6 (70.9)                          | 15.7 (60.3)                          | 9.5 (49.1)                           | 18.9 (66.0)                          |
| Trung bình ngày °C (°F)                  | 3.0 (37.4)                           | 3.4 (38.1)                           | 6.9 (44.4)                           | 12.3 (54.1)                          | 17.5 (63.5)                          | 21.4 (70.5)                          | 25.5 (77.9)                          | 26.9 (80.4)                          | 22.8 (73.0)                          | 17.0 (62.6)                          | 11.2 (52.2)                          | 5.7 (42.3)                           | 14.5 (58.1)                          |
| Tối thiểu trung bình ngày °C (°F)        | 0.2 (32.4)                           | 0.1 (32.2)                           | 2.6 (36.7)                           | 7.4 (45.3)                           | 12.9 (55.2)                          | 17.7 (63.9)                          | 22.1 (71.8)                          | 23.2 (73.8)                          | 19.1 (66.4)                          | 13.1 (55.6)                          | 7.3 (45.1)                           | 2.5 (36.5)                           | 10.7 (51.3)                          |
| Thấp kỉ lục °C (°F)                      | −11.9 (10.6)                         | −11.1 (12.0)                         | −7.0 (19.4)                          | −2.2 (28.0)                          | 2.3 (36.1)                           | 7.7 (45.9)                           | 13.0 (55.4)                          | 14.1 (57.4)                          | 8.9 (48.0)                           | 1.9 (35.4)                           | −2.0 (28.4)                          | −8.5 (16.7)                          | −11.9 (10.6)                         |
| Lượng Giáng thủy trung bình mm (inches)  | 259.0 (10.20)                        | 171.7 (6.76)                         | 164.6 (6.48)                         | 134.5 (5.30)                         | 122.8 (4.83)                         | 172.6 (6.80)                         | 245.6 (9.67)                         | 207.0 (8.15)                         | 218.1 (8.59)                         | 171.9 (6.77)                         | 224.8 (8.85)                         | 281.6 (11.09)                        | 2.374,2 (93.47)                      |
| Lượng tuyết rơi trung bình cm (inches)   | 104 (41)                             | 84 (33)                              | 17 (6.7)                             | 1 (0.4)                              | 0 (0)                                | 0 (0)                                | 0 (0)                                | 0 (0)                                | 0 (0)                                | 0 (0)                                | 0 (0)                                | 49 (19)                              | 253 (100)                            |
| Số ngày giáng thủy trung bình (≥ 0.5 mm) | 23.7                                 | 19.9                                 | 18.2                                 | 13.5                                 | 12.0                                 | 12.1                                 | 15.3                                 | 11.6                                 | 13.7                                 | 14.2                                 | 17.9                                 | 23.0                                 | 194.9                                |
| Độ ẩm tương đối trung bình (%)           | 82                                   | 78                                   | 72                                   | 68                                   | 70                                   | 78                                   | 79                                   | 77                                   | 78                                   | 77                                   | 77                                   | 81                                   | 76                                   |
| Số giờ nắng trung bình tháng             | 68.1                                 | 89.7                                 | 135.9                                | 173.6                                | 199.9                                | 154.0                                | 153.3                                | 201.4                                | 144.2                                | 143.1                                | 105.1                                | 70.7                                 | 1.647,2                              |
| Nguồn: Cục Khí tượng Nhật Bản            |                                      |                                      |                                      |                                      |                                      |                                      |                                      |                                      |                                      |                                      |                                      |                                      |                                      |

## Văn hóa
Toyama có nhiều di tích lịch sử, chùa chiền, jinja, suối nước nóng (onsen), các bãi trượt tuyết và thắng cảnh tự nhiên. Thành phố Toyama thường đăng cai tổ chức các hội nghị quốc tế để thu hút khách du lịch tới thưởng thức các điểm tham quan của mình.